# Bottlenose Dolphin Research Institute
Le Bottlenose Dolphin Research Institute (Institut de recherche sur le grand dauphin) est un centre de recherche scientifique voué à l'étude des mammifères marins, situé à O Grove, Galice, Espagne. 
L’objectif principal du BDRI est la conservation des cétacés et du milieu marin grâce au développement de projets de recherche scientifique et à des programmes d’éducation.
Les principaux sujets de recherche du BDRI sont l'écologie et l'éthologie (comportement, vie sociale, communication) des cétacés menés avec des données collectées dans différentes parties du monde. 

## Présentation
Le BDRI a été fondé par le biologiste espagnol Bruno Díaz López en Sardaigne, Italie, où des recherches ont été menées de 2005 à 2013,,,.
De nombreuses publication scientifiques ont été publiés sur l’écologie, la distribution, l’éthologie et les interactions avec les activités humaines avec le grand dauphin (aquaculture, pêche et trafic maritime) correspondant à ces années de recherche en Italie,,,,,,,,,,,,.
Depuis 2014, le BDRI est basé sur la ria d’Arousa, en Galice (Espagne) où de nouveaux projets de recherche à long terme et tout au long de l’année sont en cours sur différentes espèces de cétacés.
Plusieurs publications scientifiques ont été publiés sur l’écologie de grand dauphin, la communication des grands dauphins et sur l’impact de l’aquaculture sur ces cétacés dans les eaux Galiciennes.

## Projets de recherche
Le but des programmes de recherche du BDRI est de contribuer à la compréhension et à la conservation des cétacés dans leur écosystème grâce à la publication de données de terrain collectées et analysées.
En utilisant des méthodes qui ne nuisent pas et qui dérange peu les cétacés, les chercheurs du BDRI sont engagés dans la conduite d’une recherche à long terme sur l’écologie et l’éthologie d’une population de grands dauphins et d’autres cétacés, tout en collectant des données précises sur leur environnement.
Le BDRI focalise ses recherches principalement sur les espèces de cétacés présentent dans la ria d’Arousa (Galice, Espagne) et aux alentours. De nombreuses espèces de cétacés (grand dauphin, dauphin commun, marsouin commun, dauphin de Risso, globicéphale, orque, baleine de Minke) ont été reportés en Galice mais leur comportement et distribution sont encore méconnus.[réf. nécessaire]
Depuis 2014, le BDRI mène différents projets de recherche le long de la côte Galicienne, Espagne,, :
- Distribution des cétacés
- Écologie comportementale des dauphins
- Communication des dauphins
- Modélisation écologique
- Régime alimentaire des cétacés
- Sauvetage et échouage de mammifères marins (en partenariat avec le réseau d’échouage Galicien - CEMMA)

Depuis 2014, le BDRI mène des recherches sur l’écologie des dauphins dans le golfe Persique en coopération avec l’Agence environnementale d’Abou Dhabi (Émirats arabes unis),.

## Programmes d'éducation
Le BDRI organise différents programmes éducatifs rigoureux tout au long de l’année en Galice, Espagne. Il accueille des volontaires, stagiaires et étudiants venant d’universités et d’écoles du monde entier. Ces personnes viennent étudier les mammifères marins et participer à la recherche en aidant l’équipe de chercheur sur le terrain et en laboratoire.
De nombreux étudiants viennent également chaque année pour rédiger leur rapport de stage de licence ou mémoire de master. Plusieurs étudiants viennent également suivre des cours spécialisés sur l’écologie et l’éthologie des cétacés.